# معهد الحسن الثاني للزراعة والبيطرة
مَعْهَدُ الحَسَنِ الثَّانِي لِلزِّرَاعَةِ وَالبَيْطَرَةِ مدرسة عليا مغربية متخصصة في تكوين المهندسين الزراعيين والبياطرة. أُنشئ المعهد الواقع بالعاصمة المغربية الرباط بظهير ملكي سنة 1388 ھ (1966 م).
يتميز المعهد بأكبر عدد من الخريجين سنويا في المغرب، وكذا عدد الشعب والتخصصات، وعدد الطلبة، والمساحة الإجمالية.[بحاجة لمصدر] كل سنة يستقبل المعهد طلبة أجانب ليشكلوا 12% من إجمالي عدد الطلبة، وينحدرون من 24 بلدا مختلفا.[بحاجة لمصدر]
يضم المعهد حرمين جامعيين، الأول متمركز في الرباط، والثاني بأكادير وهو خاص بشعبة علم زراعة البساتين.

## التاريخ

### التأسيس
تم إنشاء معهد الحسن الثاني للزراعة بموجب الظهير الملكي رقم 513.67 الصادر في 9 محرم 1388 (1966 م). ولم تكن حينئد البيطرة بعد جزءا من التكوينات التي يوفرها المعهد.

## التنظيم

### الرئاسة
- 1967–1984: عبد الله بقّالي
- 1984–1998: امحمد سدراتي
- 1998–2009: فؤاد جسّوس
- 2009–2013: محمد صدّيقي
- 2013–2015: سعيد أُعطّار
- 2015–2017: وفاء الفاسي الفهري
- 2017-2021: علي حمّاني
- منذ 2021: عبد العزيز الحرايقي.[6]

## الدراسة

### الولوج
للولوج لحرم المعهد يتم أولا الانتقاء حسب الملف. تقبل البكالوريات العلمية المحصلة بميزة.
تبعا لنتائج الانتقاء يلج الطلبة (حوالي 400) صف الأقسام التحضيرية للدراسات العليا في الزراعة (APESA). تعتبر الأقسام التحضيرية سنة حتمية في المسار الدراسي بالمعهد، حيث يجرى امتحانان الأول جزئي والثاني شمولي (في السابق كان يحتسب الامتحان الجزئي بنسبة 30% و الشمولي بنسبة 70% من المعدل العام، اما الآن فقد صارت النسبتان متساويتين، لكن تسمية جزئي وشمولي ضلتا متداولتين) على ضوئهما يتم انتقاء حوالي 70 من المرشحين. هذه السنة تتضمن برنامجا مكثفا يتطلب العمل الدؤوب والجهد الكبير لتحقيق النجاح.

#### برنامج الأقسام التحضيرية
- الرياضيات: الجبر والتحليل
- الفيزياء: الميكانيكا، الكهرباء، البصريات
- الكيمياء: العامة والعضوية
- علوم الأحياء: النباتية والحيوانية والخلوية
- الجيولوجيا
- اللغات

بعد النجاح في القسم التحضيري يتم الانتقال إلى حرم المعهد. يتابع المهندسون تكوينهم على مدى 4 سنوات (مجموع 5 سنوات) في حين يمتد تكوين الأطباء البياطرة على مدى 5 سنوات (مجموع 6 سنوات). يسمح بتكرار سنة واحدة فقط.

### التداريب
يوفر المعهد مجموعة من التداريب المتنوعة والتي تساهم بشكل كبير في تكوين شخصية الطالب.
- استكشاف الطبيعة: بعد النجاح في السنة الأولى يأدي الطلبة تدريب استكشاف الطبيعة. حيث يكون الطلبة مجموعات من 8 إلى 12 طالب وطالبة، وبعد تلقي تكوين اعدادي تقوم المجموعات برحلة استكشافية تدوم مدة 7 أيام.
- تدريب في المزرعة: يتكفل المعهد بارسال الطلبة إلى مزارع في مختلف المجالات، وذلك إما في المغرب أو في فرنسا. مدته 60 يوما والهدف منه تأقلم الطالب الجديد مع المجال الفلاحي وتعريفه بطريقة تسيير المزارع، زيادة على إتقانه لفن التواصل والتأقلم مع شتى الظروف.
- التدريب على البدو: مدته 15 يوما. يرسل الطلبة في مجموعات من 3 إلى إحدى القرى لدراسة طريقة عيشهم والتواصل معهم.
- التداريب المتخصصة: تمتد على طول فترة التخصص وتختلف باختلاف الشعبة.

## وصلات خارجية
- خطاب الملك الراحل الحسن الثاني في حفل تقديم الشهادات لخريجي معهد الحسن الثاني للزراعة والبيطرة. 26 يونيو 1975. (على صيغة PDF)